# Winsford

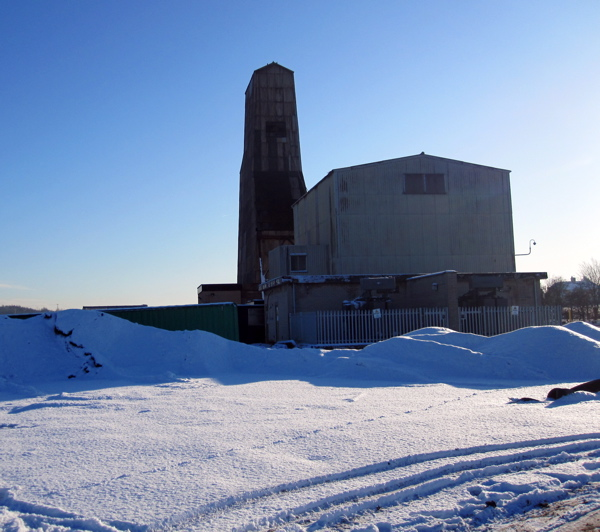
Mina de sal en Winsford.

Winsford es una ciudad en el condado de Cheshire, en Inglaterra. Tiene alrededor de 58.000 habitantes y se encuentra en las cercanías del río Weaver, al sur de Northwich y al oeste de Middlewich, y surgió como ciudad en torno a la industria de la extracción de sal, después de que el río fuera canalizado en 1700.

## Fuente
Este artículo incorpora texto de una publicación sin restricciones conocidas de derecho de autor:  Varios autores (1910-1911). «Encyclopædia Britannica».  En Chisholm, Hugh, ed. Encyclopædia Britannica. A Dictionary of Arts, Sciences, Literature, and General information (en inglés) (11.ª edición). Encyclopædia Britannica, Inc.; actualmente en dominio público.

- Datos: Q2011679
- Multimedia: Winsford / Q2011679